# Ufficiale giudiziario (Italia)
L'ufficiale giudiziario è un funzionario e pubblico ufficiale della pubblica amministrazione italiana.
In particolare, secondo l'ordinamento giudiziario italiano è un ausiliario del giudice e del pubblico ministero, ed è preposto all'ufficio notificazioni, esecuzioni e protesti (UNEP), istituito presso ciascuna corte o tribunale ai sensi dell'art. 3 del R.D. 30 gennaio 1941, n. 12.

## Evoluzione storica
La figura dell'ufficiale giudiziario ha origini antiche: la si fa, infatti, risalire agli executores, evoluzione dei più antichi apparitores, che nel Codice Teodosiano e, poi, nel Corpus Iuris Civilis avevano il compito di eseguire la sentenza del magistrato. La figura subì, durante il medioevo, varie ed alterne trasformazioni che seguirono l'evolversi del diritto, divenendo messo giudiziario del signore o del comune.
Dopo l'unificazione fu estesa a tutto il territorio nel nuovo stato italiano la disciplina degli uscieri giudiziari, di derivazione francese, esistente nel Regno di Sardegna: le diverse discipline degli stati preunitari vennero sostituite dal R.D. 6 dicembre 1865, n. 2626, che qualificò gli uscieri giudiziari "ufficiali addetti all'ordine giudiziario". L'attuale denominazione di ufficiale giudiziario fu introdotta con la legge 21 dicembre 1902, n. 528, che stabilì anche i requisiti culturali e morali per poter ricoprire l'ufficio.
La disciplina che regola l'attività dell'ufficiale giudiziario è contenuta nel D.P.R. 15 dicembre 1959, n. 1229, ancora oggi vigente, modificate più volte nel corso del tempo. Dopo la contrattualizzazione del pubblico impiego italiano poi, tutta la materia relativa al rapporto di lavoro ed al procedimento disciplinare è ora regolata dai contratti collettivi nazionali di lavoro e non più da tale decreto.

## Stato giuridico
La dottrina italiana collocava l'ufficiale giudiziario tra gli ausiliari del processo civile al pari del cancelliere e lo considerava un privato che svolgeva funzioni di ausiliario della giustizia (Mortara). Tuttavia tale concezione fu superata dal Chiovenda che considerava l'ufficiale giudiziario quale parte di "un unico organo complesso di giurisdizione" assieme al giudice ed al cancelliere.
Il personale degli UNEP, quindi anche l'ufficiale giudiziario, non appartiene alla magistratura italiana ed è considerato ausiliario dell'ordine giudiziario; esso opera sotto la sorveglianza del magistrato capo dell'ufficio giudiziario.

## Classificazione
La classificazione del personale e la disciplina delle carriere è stata più volte modificata nel tempo. In passato il personale era classificato in ufficiali giudiziari, aiutanti ufficiali giudiziari e coaudiutori. A seguito del d.lgs. 3 febbraio 1993, n. 29, e successive modifiche, tutte raccolte nel d.lgs. 30 marzo 2001, n. 165, la disciplina è ora contenuta nel vigente Contratto collettivo nazionale di lavoro del comparto "Ministeri" e nel Contratto collettivo nazionale integrativo per il personale non dirigenziale del Ministero della giustizia, stipulato il 29 luglio 2010.
Il personale è diviso in tre aree professionali, suddivise in profili professionali, cui corrispondono diversi livelli retributivi:
- I area, comprendente il profilo di ausiliario;
- II area, comprendente i profili di operatore giudiziario, assistente giudiziario e ufficiale giudiziario;
- III area, comprendente il profilo di funzionario UNEP.

La funzione dell'ufficiale giudiziario è distribuita tra i profili di funzionario UNEP e ufficiale giudiziario, ma solo il primo può compiere tutti gli atti demandati dalle norme all'ufficiale giudiziario.

## Reclutamento
Il personale degli UNEP è reclutato tramite concorso pubblico, indetto dal Ministero della giustizia. L'ammissione al concorso è subordinata al possesso del diploma di:
- scuola secondaria di primo grado, per il profilo di operatore giudiziario;
- scuola secondaria di secondo grado, per i profili di assistente e ufficiale giudiziario;
- laurea triennale, laurea magistrale (laurea secondo il vecchio ordinamento) in giurisprudenza, economia e commercio, scienze politiche o equipollenti, per il profilo di funzionario preposto all'UNEP.

## Competenze e funzioni
L'ufficiale giudiziario svolge le sue attività nell'ambito del processo civile e penale, nonché attività stragiudiziali.
Nell'ambito del processo penale l'ufficiale giudiziario provvede alla notificazione degli atti giudiziari. Nell'ambito del processo civile l'ufficiale giudiziario provvede alla:
- notificazione degli atti giudiziari;
- esecuzione delle sentenze dell'autorità giudiziaria nonché degli altri titoli esecutivi (esecuzione forzata) e, in particolare, ai pignoramenti, agli sfratti e all'esecuzione forzata degli obblighi di fare e di non fare. L'ufficiale giudiziario è, quindi, organo del processo esecutivo; può avvalersi della forza pubblica e dell'ausilio del pubblico ministero.

Le attività stragiudiziali dell'ufficiale giudiziario comprendono:
- la redazione (cd. levata) dei protesti;
- la notificazione di atti stragiudiziali (diffide, intimazioni);
- le attività di commissionario su disposizione del giudice;
- la messa in mora formale del creditore mediante offerta reale.

L'ufficiale giudiziario dà atto delle attività svolte attraverso la redazione di un processo verbale.
In passato l'ufficiale giudiziario provvedeva alla chiamata delle parti e dei testimoni in udienza; in seguito questa attività è stata svolta da operatori giudiziari.